# Institut für Evangelische Theologie an der Freien Universität Berlin
Das Institut für Evangelische Theologie mit dem Fachgebiet Religionsgeschichte war Teil der Freien Universität Berlin. Das Institut wurde 1957 gegründet und 2009 geschlossen. Hier lehrten unter anderem Helmut Gollwitzer und Friedrich-Wilhelm Marquardt.

## Geschichte des Instituts
Das Institutsgebäude befand sich in der Ihnestraße 56 und trug seit 1999 den Namen des ersten Lehrstuhlinhabers Helmut Gollwitzer (1908–1993), der einer der in Deutschland bekanntesten und profiliertesten Theologen des 20. Jahrhunderts war.
Die Einrichtung des Instituts neun Jahre nach Gründung der Freien Universität war in mehrfacher Hinsicht ein Politikum, kam doch die institutionelle Präsenz evangelischer und katholischer Theologie dem damaligen Ringen der jungen Freien Universität um wissenschaftliche Anerkennung entgegen.
Aber auch das wissenschaftliche Profil dieses Instituts war von vornherein von eigenen Akzenten geprägt, indem es sich zur Aufgabe machte, „die Sache der Theologie im weiten Horizont der Wissenschaften überhaupt und der allgemeinen Probleme der gegenwärtigen Wirklichkeit“ zu reflektieren.
Die Theologie sollte sich nicht nur mit der Erörterung ihrer traditionellen Gegenstände, sondern auch mit ihrer gesellschaftlichen Verantwortung befassen.
Friedrich-Wilhelm Marquardt, Nachfolger Gollwitzers seit 1975, hat diese interdisziplinäre Offenheit weitergeführt und konsequent Themen des jüdisch-christlichen Gesprächs in das Zentrum seiner wissenschaftlichen Arbeit gestellt.
So wurde das Institut zu einem international anerkannten Ort, an dem die Frage nach den Bedingungen und Möglichkeiten einer Theologie angesichts des traditionellen christlichen Antijudaismus fest verankerter Bestandteil des Lehrangebotes ist.
Das Institut war in der protestantischen Tradition verwurzelt. Sie nahm insbesondere die Geschichte der evangelischen Kirche, ihre dogmatischen Entscheidungen und vor allem die biblischen Quellen in einer wissenschaftlich verantworteten Perspektive in den Blick. Im Verbund der sog. „kleinen Fächer“, so der damalige Fachbereichsrat unter den veränderten Bedingungen der 1990er Jahre, „bleibt die Mitarbeit der Evangelischen Theologie an der Aufarbeitung des eigenen - nicht zuletzt nationalstaatlichen - Traditionszusammenhangs unerlässlich.“
Neben den grundlegenden biblisch-wissenschaftlichen, kirchengeschichtlichen, und systematisch-theologischen Themen und regelmäßigen Einführungsveranstaltungen wurden auf diesem Hintergrund im Lehrangebot besonders die folgenden Schwerpunkte berücksichtigt: Ökumene, Theologie zur Erneuerung des christlich-jüdischen Verhältnisses, Religionskritik, aber auch Themen aus dem Fragehorizont feministischer Theologie.
Bundesweit einmalig war die institutionelle Verknüpfung der Ev. Theologie mit dem Fachgebiet Religionsgeschichte.
Seit Beginn der 1970er Jahre war das Wirken von Carsten Colpe prägend, auch nach seiner Emeritierung. Er schlug zwei ehrenvolle Rufe nach Amerika (Nachfolge Goodenough und Nachfolge Eliade) aus, um weiter an der Freien Universität unterrichten zu können. Von 1996 bis 2005 wurde das Institut von Michael Weinrich geleitet, danach stand ihm als Gastprofessor Ralf K. Wüstenberg vor.
Ein profilbildender Schwerpunkt des Instituts lag an der Schnittstelle von Theologie, Philosophie und vergleichender Religionswissenschaft, sodass die theologische Innensicht mit den unterschiedlichen Perspektiven der Außenwahrnehmung ihrer Gegenstände konfrontiert wird.
Ab dem WiSe 2003/2004 hatte sich das Institut für Evangelische Theologie neben den auslaufenden Magisterstudiengängen auf den BA-Studiengang „Evangelische Theologie und Nichtchristliche Religionen“ spezialisiert, der u. a. im Verbund mit den Instituten für Religionswissenschaft, Judaistik, Islamwissenschaft angeboten wurde.
Auf Beschluss des Akademischen Senats wurde das Institut für Evangelische Theologie nach Ablauf des Sommersemesters 2009 geschlossen.